# Мазманян, Ованес
Оване́с Мазманя́н (Мазмано́в) (1892, Карс, Российская империя — 17 (30) октября 1920, Карс, Первая Республика Армения; арм. Հովհաննես Մազմանյան) — армянский военный деятель, полковник Вооружённых Сил Первой Республики Армения.

## Биография
Родился в 1892 году (некоторые исследователи настаивают на 1890 г.). Был призван в царскую армию в начальные дни Первой мировой войны. Принимал участие в Сарыкамышском сражении.

### Сдача Карса

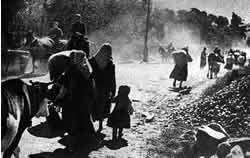
Жители Карса, бегущие из города после занятия его турецкими войсками

Новое правительство направило закавказским (армянским) войскам, занимавшим позиции в районе Карса, приказ о заключении перемирия. Командующий армянским корпусом генерал Назарбеков приказал командиру 2-й дивизии полковнику Силикову и начальнику крепости Карса генералу Дееву прекратить военные действия и начать переговоры с турками об установлении демаркационной линии. Командующий турецкими войсками на запрос армянской стороны о прекращении огня потребовал до начала переговоров вывести армянские войска на значительное удаление от крепости и дать возможность турецким войскам беспрепятственно войти в город. Из Тифлиса армянским войскам поступил приказ немедленно прекратить военные действия и принять условия турецкой стороны. 30 октября армянские войска покинули Карс вместе с 20-тысячным населением города. Всё командование фронтом сдалось туркам, кроме нескольких человек, которые предпочли смерть сдаче города: патрульного крепости полковника Мелик-Овсепяна, азарапета Чилингаряна, командира батареи Багратуни и командира 1-го полка полковника Мазманяна. В 9 часов вечера в Карс вошла 11-я турецкая дивизия. Полк Мазманяна, который должен был контратаковать, в наступление не пошёл, так как измученные солдаты не могли или не хотели двигаться. После чего Мазманян, на энергию и мужество которого возлагались большие надежды, видя своё бессилие, покончил жизнь самоубийством двумя выстрелами из маузера.
По свидетельствам очевидцев, последними словами Мазманяна были:

У меня одна жизнь — Родина, тебе отдаю!Оригинальный текст (арм.)Մի կյանք ունեմ, Հայրենիք, Քեզ եմ տալիս!
О моменте сообщения в Национальном Собрании Армении о сдаче Карса и самоубийстве Мазманяна писал Костан Зарян.
Согласно другой версии, полк Мазманяна должен был контратаковать утром 30 октября, но его солдаты отказались выполнять приказ, после чего полковник Мазманян покончил жизнь самоубийством (до падения Карса).
Тело Мазманяна было доставлено на станцию Карса, где его осквернили турки.
Для некоторой категории военнослужащих Армении того времени Мазманян стал символом поведения, психологии и мировосприятия настоящего армянского воина.
Вошло в употребление словосочетание «мазмановский патриотизм» (арм. մազմանովյան հայրենասիրություն) как символ наисильнейшей любви к родине, а также «мазмановский синдром» (арм. մազմանովյան սինդրոմ) — совершение акта самозабвения или самоубийства в случае бессилия против предательских действий.

## Память
- В честь Мазманяна было написано несколько песен[6].
- В честь Мазманяна названа улица в городе Гюмри (бывшая ул. Куйбышева)
- В 2013 году в селе Мастара en Арагацотнской области Армении установили бюст Мазманяна (скульптор - Арутюн Ваганян)[7]